# Politiske partier i USA
USA's politiske system er officielt defineret som et flerpartisystem, men siden midten af 1800-tallet har det reelt været et topartisystem. Kun to partier har haft præsidentkandidater med en reel chance for at vinde et præsidentvalg, men der er ofte andre partier (benævnt tredjepartier) med en teoretisk chance for at vinde – dog uden at det er sket. Tredjepartiernes har dog en indirekte indflydelse, idet de kan tage stemmer fra de to store partier og dermed tippe balancen, ironisk nok typisk til fordel for det parti de har mindst til fælles med. F.eks. menes det,[kilde mangler] at demokraten Al Gore tabte præsidentvalget til republikaneren George W. Bush i 2000 bl.a. pga. stemmer til tredjepartier og uafhængige kandidater, især Ralph Nader, som igen 2004 fik flere stemmer end forskellen mellem vinderen Bush og taberen John Kerry. I 1992 var den uafhængige Ross Perot sandsynligvis[kilde mangler] med til at sikre demokraten Bill Clinton sejren over republikaneren George H.W. Bush.

## Nuværende store partier
- Demokratiske parti, grundlagt ca. 1792.
- Republikanske parti, grundlagt 1854.

## Nuværende tredjepartier
Disse tre små partier (altså partier der ikke er et af de to største, men ikke nødvendigvis små på andre skalaer) har haft afstemningsadgang til præsidentvalg i stater med nok valgmænd til, at de havde en reel chance for at vinde præsidentvalget i USA 2004.
- Libertarianske Parti
- Grønt Parti
- Forfatningspartiet (tidligere USA's skattebetalerparti)

## Andre partier
Der er en lang række andre regionale partier, der enten ikke har haft afstemningsadgang eller end ikke haft en teoretisk chance for at vinde et præsidentvalg.

## Historiske partier
Gennem USA's politiske historie har en række partier markeret sig som vigtige. USA' politiske historie deles primært op i:
- Det første partisystem (før 1824)
- Det andet partisystem (1824-1854)
- Det tredje partisystem (1854-1896)
- Det fjerde partisystem (også kendt som den progressive æra, 1896-1932)
- Det femte partisystem (også kendt som new deal, 1932-1964)
- Det nuværende system (efter 1964)